# Kaufhaus Sonntag
Das Kaufhaus Sonntag ist ein 1902 errichtetes Kaufhaus in der Detmolder Innenstadt. Es steht seit dem 18. September 1989 als Baudenkmal unter Denkmalschutz.

## Geschichte
Schon im 19. Jahrhundert gab es an der Ecke Lange Straße/Marktplatz in Detmold ein Warenhaus, das die Kaufleute Wilhelm Sonntag und Heinrich Vos 1883 vom Vorbesitzer Heinrichs übernommen hatten. Eine Aufnahme aus der Zeit um 1880 zeigt ein eher schlichtes, zweigeschossiges Bauwerk mit Satteldach, Zwerchhaus zum Markt und Balkon an der Giebelseite zur Langen Straße. Auffällig waren auch hier schon die hohen Schaufenster im Erdgeschoss.
Nach Abbruch des alten Hauses entstand in den Jahren 1902 bis 1903 ein neues Geschäftshaus nach den Plänen des Architekten Friedrich Geb, Professor an der Technischen Hochschule in Hannover. Heinrich Vos schied 1914 aus dem Unternehmen aus, 1915 übernahm Wilhelm Sonntag jun. als Alleininhaber das Geschäft seines Vaters. Das Kaufhaus wird nach wie vor als Familienunternehmen geführt.

## Architektur
Bei dem Kaufhaus handelt es sich um einen viergeschossigen Massivbau mit fünf Fensterachsen an der Traufenseite zum Marktplatz. Das Gebäude mit der stuckbesetzten Fassade aus gotisierten Renaissance- und Jugendstilmotiven orientiert sich an der Gestaltung hanseatischer Kaufhausbauten.
Die Fassadengliederung zum Marktplatz erfolgt durch Lisenen bis zur Dachkante. Mit Ausnahme der zwei Dachgauben sind sämtliche Fenster als Segmentbogenfenster ausgeführt, im Erdgeschoss als große Schaufenster bis zum ehemaligen Galeriegeschoss. Darüber eine Etage mit gekuppelten und durch eine Säule getrennte Fenstern. Die Fensterbrüstung im obersten Geschoss, das ursprünglich als Wohnung diente, mit reicher Stuckverzierung. In dem Geschoss sind auch die beiden äußeren Fenster an der Traufenseite als Balkontüren ausgeführt, die Balkone sind mit einem Eisengeländer umgeben. An der Giebelseite befindet sich auf gleicher Höhe in der mittleren Fensterachse ein Erker auf einer ausgeprägten Konsole. Die Zwillingsfenster im Erker sind bunte Bleiglasfenster, im oberen Bogen mit den Initialen „WS“.
Die Giebelseite und die drei Zwerchhäuser an der Traufseite mit aufwändigen Blendgiebeln, das Satteldach ist mit roten Doppelmuldenpfannen eingedeckt.
Bei Umbauten im Inneren des Gebäudes wurde das Galeriegeschoss zu einem Vollgeschoss umgestaltet und dabei auch der großzügige Treppenaufgang entfernt. In den Jahren 1956 und 1979 erhielt die Fassade oberhalb des Erdgeschosses ein Kragdach zur Langen Straße und zum Marktplatz, was die Schaufenster über Erd- und Galeriegeschoss auch äußerlich optisch teilte.